# Otwarte mistrzostwa Europy U-18 w piłce ręcznej kobiet
Otwarte mistrzostwa Europy U-18 w piłce ręcznej kobiet – turniej mistrzowski dla narodowych reprezentacji kobiet U-18 w piłce ręcznej, organizowany od 2006. Odbywa się co dwa lata w szwedzkim Göteborgu.
Pierwszym mistrzem Europy U-18 została Dania, która w rozegranym 8 lipca 2006 finale pokonała 23:22 Rosję. Brązowy medal zdobyła Norwegia, która w meczu o 3. miejsce wygrała 38:24 z Rumunią.
W pierwszej edycji mistrzostw, która odbyła się na początku lipca 2006, wzięły udział 24 reprezentacje narodowe. W kolejnych trzech edycjach liczba drużyn malała (22 w 2008, 19 w 2010, 14 w 2012), by w 2014 wzrosnąć do 18. W 2006 w turnieju wystąpiła Kanada. W 2010 w mistrzostwach wziąć miała udział Brazylia, która ostatecznie zrezygnowała z występu (jej mecze w grupie E zweryfikowano jako walkower na korzyść rywalek).

## Edycje mistrzostw
| 2006 | Göteborg | Dania U-18    | 23:22                      | Rosja U-18     | Norwegia U-18 | 38:24 | Rumunia U-18  | [ 2 ] |
| 2008 | Göteborg | Norwegia U-18 | 25:17                      | Hiszpania U-18 | Węgry U-18    | 27:19 | Szwecja U-18  | [ 3 ] |
| 2010 | Göteborg | Dania U-18    | 24:20                      | Rosja U-18     | Szwecja U-18  | 28:22 | Polska U-18   | [ 4 ] |
| 2012 | Göteborg | Norwegia U-18 | 26:22                      | Rosja U-18     | Czechy U-18   | 23:22 | Niemcy U-18   | [ 5 ] |
| 2014 | Göteborg | Rosja U-18    | 26:22                      | Dania U-18     | Norwegia U-18 | 23:22 | Czechy U-18   | [ 6 ] |
| 2016 | Göteborg | Szwecja U-18  | 34:33 (po rzutach karnych) | Dania U-18     | Norwegia U-18 | 30:27 | Holandia U-18 | [ 7 ] |

## Klasyfikacja medalowa
| Lp. | Państwo        | Złoto | Srebro | Brąz | Razem |
| --- | -------------- | ----- | ------ | ---- | ----- |
| 1.  | Dania U-18     | 2     | 2      | 0    | 4     |
| 2.  | Norwegia U-18  | 2     | 0      | 3    | 5     |
| 3.  | Rosja U-18     | 1     | 3      | 0    | 4     |
| 4.  | Szwecja U-18   | 1     | 0      | 1    | 2     |
| 5.  | Hiszpania U-18 | 0     | 1      | 0    | 1     |
| 6.  | Czechy U-18    | 0     | 0      | 1    | 1     |
| 6.  | Węgry U-18     | 0     | 0      | 1    | 1     |

## Królowe strzelczyń
| Rok  | Zawodniczka        | Bramki | Źródło |
| ---- | ------------------ | ------ | ------ |
| 2006 |                    |        |        |
| 2008 | Beate Scheffknecht | 56     | [ 3 ]  |
| 2010 | Lois Abbingh       | 53     | [ 4 ]  |
| 2012 | Irene Fanton       | 48     | [ 5 ]  |
| 2014 | Cristina Laslo     | 38     | [ 6 ]  |
| 2016 | Sorina Tîrcă       | 40     | [ 7 ]  |